# Фелисия Фокс
Фелисия Фокс (англ. Felicia Fox, род. 25 мая 1974 года) — псевдоним американской порноактрисы Элизабет Вентз (англ. Elizabeth A. Wentz).

## Биография
Фокс имеет чероки и ирландское происхождение. Выросла в Эноне, где посещала школу Greenon High School. В школе она была членом организации Future Farmers of America. В 1992 году она окончила школу. Работала водителем автопогрузчика в компании Emery Worldwide в Международном аэропорту Дейтона, докером, маникюршей и барменом.
Её первым порнофильмом стал фильм Confederate Cuties #4. Снималась для студий Wicked Pictures, Elegant Angel, New Sensations, Vivid и Jill Kelly Productions.
По данным на 2020 год, Фелисия Фокс снялась в 131 порнофильме.

## Премии и номинации
- 2000 Miss Nude Rising Star from Nudes-a-Poppin Festival, Ponderosa Sun Club
- 2003 NightMoves Award в категории «Best National Feature Dancer»
- 2004 AVN Award в категории «лучшая сцена орального секса, видео» (за фильм Heavy Handfuls #3)[2]
- 2004 X-Rated Critics Organization Award за «2004 Orgasmic Oralist»
- 2004 номинация на Exotic Dancer Award в категории «Club Owner Favorite Feature Dancer»
- 2005 номинация на AVN Award в категории «лучшая сольная сцена»